# Kartuizerklooster van Valldemossa
Het kartuizerklooster van Valldemossa is een voormalig klooster van de kartuizerorde in Valldemossa op het Spaanse eiland Majorca. Het doet tegenwoordig dienst als museum.

## Geschiedenis
Het klooster werd begin 14e eeuw gebouwd en diende aanvankelijk als paleis van koning Sancho van Majorca (1276-1324). In 1399 kwam het gebouw in eigendom van de monniken van de kartuizerorde, die het bewoonden tot 1835. Door de seculariseringswetgeving van 1835 werd het klooster dat jaar geprivatiseerd.
Sindsdien konden appartementen worden gehuurd, cellen genaamd. In de winter van 1838 op 1839 huurden de Poolse componist Frédéric Chopin en de Franse schrijfster George Sand een cel in het klooster. Sand schreef hierover het boek Een winter op Majorca. Ondanks de vervelende winter die Sand er had doorgebracht, groeide het klooster daarna uit tot een toeristische attractie. Debet hieraan was ook de vertaling van het boek in het Engels door Robert Graves. Het boek wordt op het eiland nog steeds in verschillende talen verkocht.

## Collectie
De cellen waar Chopin en Sand verbleven, maken deel uit van het museum. In de cellen liggen authentieke partituren en brieven en staan verschillende piano's, een secretaire en andere meubelen en gebruiksvoorwerpen opgesteld. Daarnaast hangen er schilderijen en andere afbeeldingen aan de muur en zijn er allerlei memorabilia van de componist zoals zijn dodenmasker en een afgietsel van zijn linkerhand.
Het museum kent nog een groot aantal andere ruimtes. Zo is onder meer de oude apotheek in het klooster bewaard gebleven met 135 Catalaanse keramische potten uit de 17e en 18e eeuw. Verder worden er allerlei relicten zoals schilderijen en fresco's getoond, is er een antieke bibliotheek, is het schip van de kerk nog intact en zijn er nog verschillende andere zalen. Buiten is er een ingerichte tropische tuin.

## Galerij

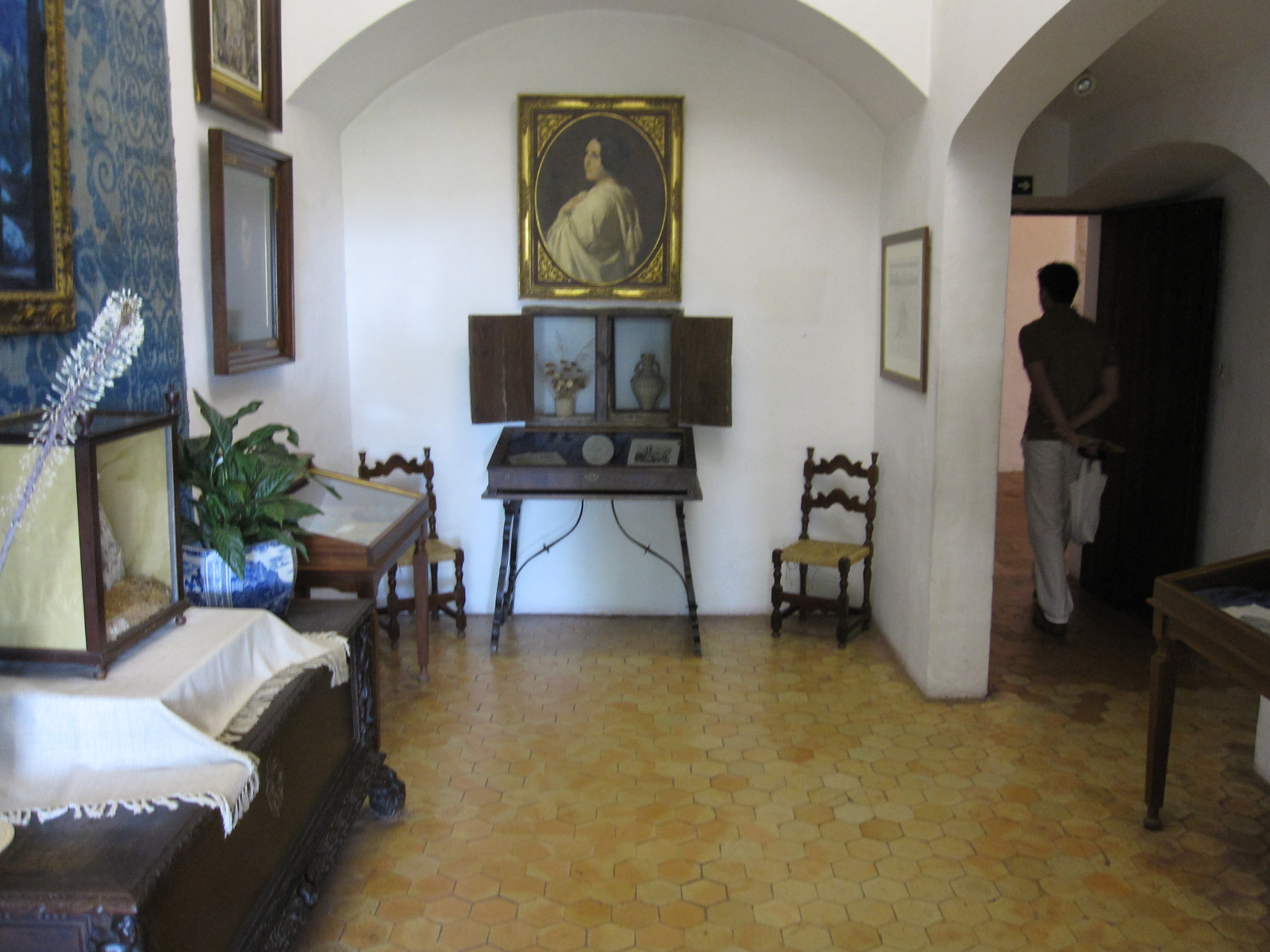
stukken in een 'cel'
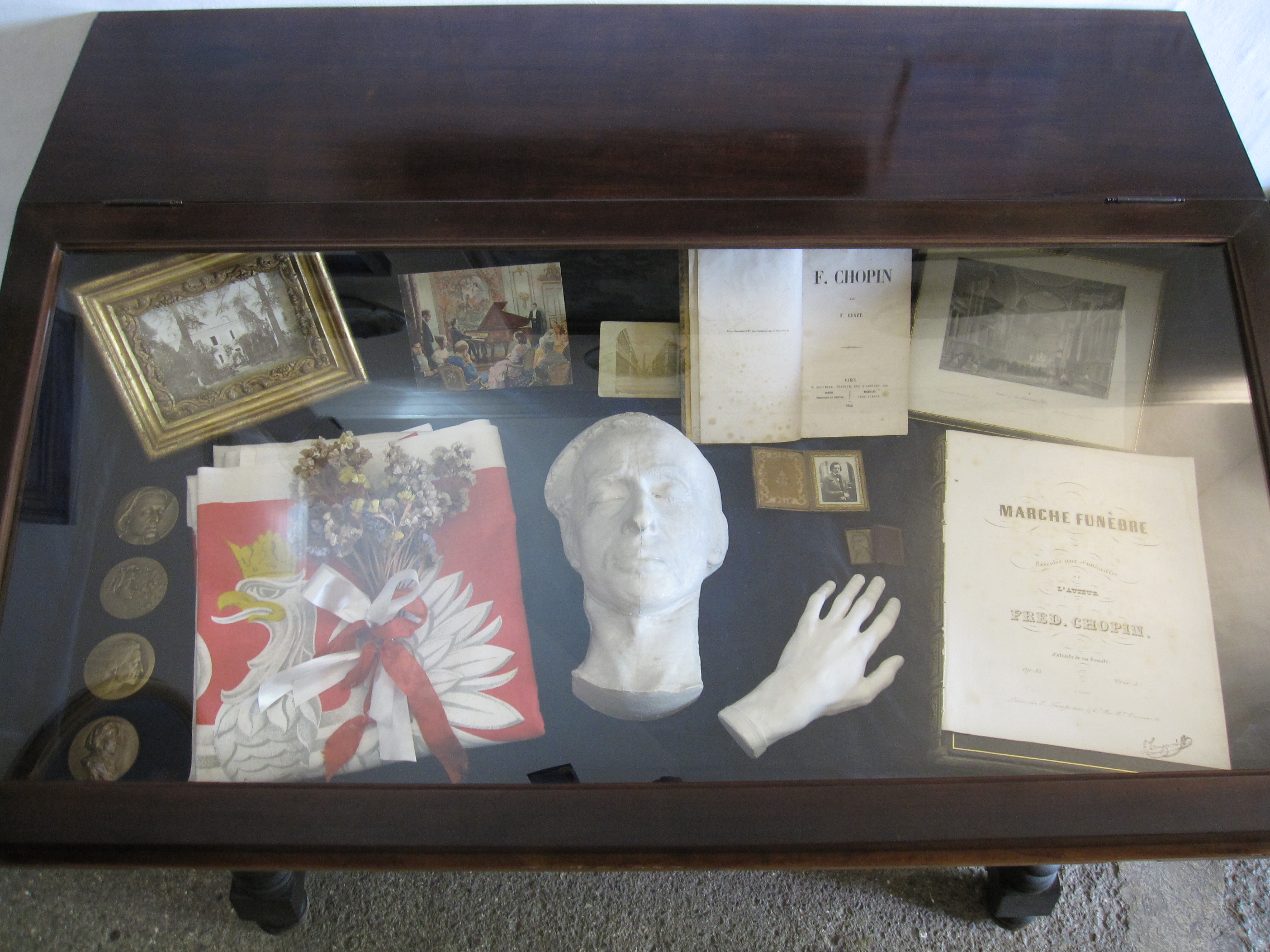
vitrinekast
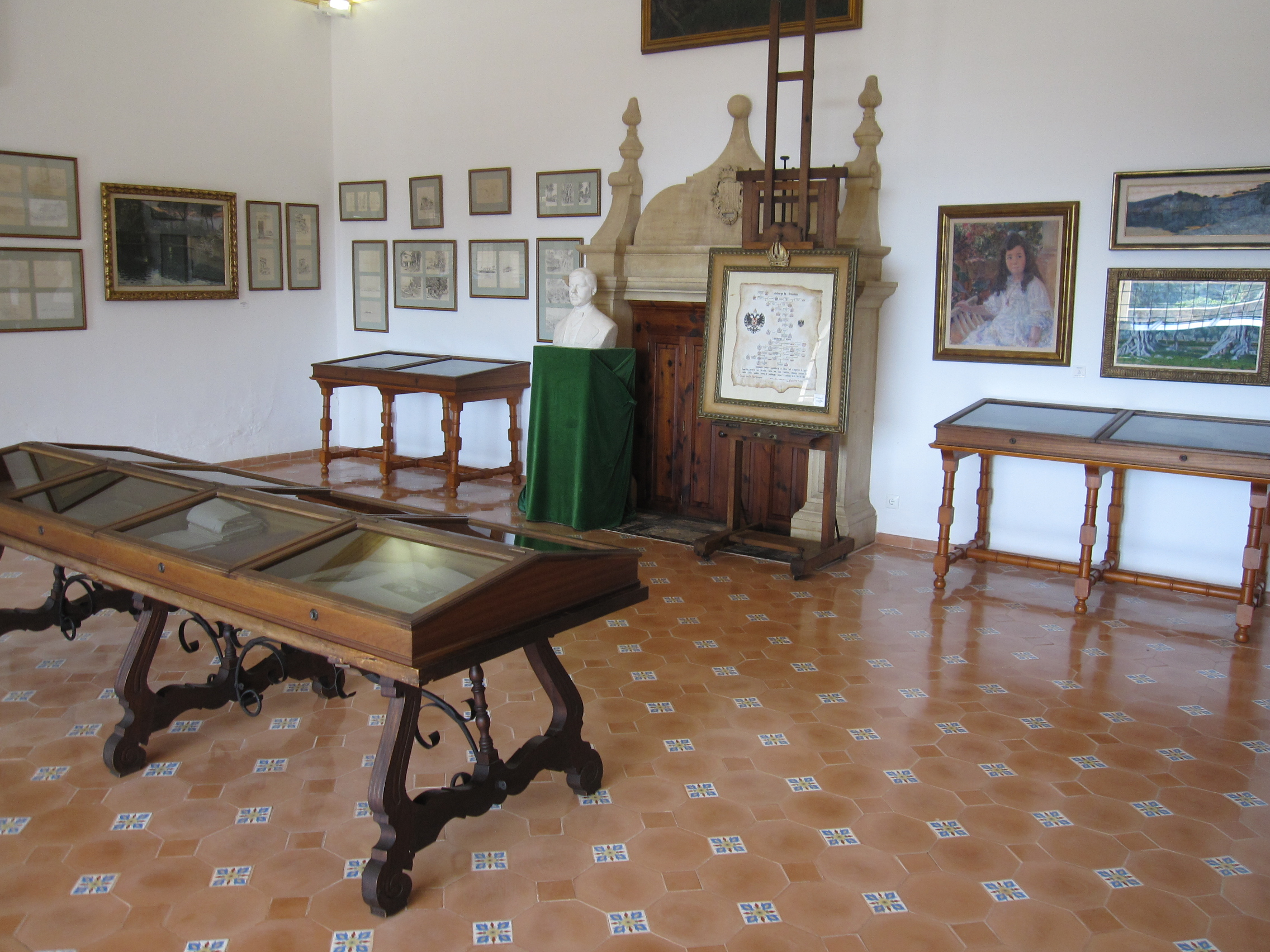
zaal van Louis Salvator
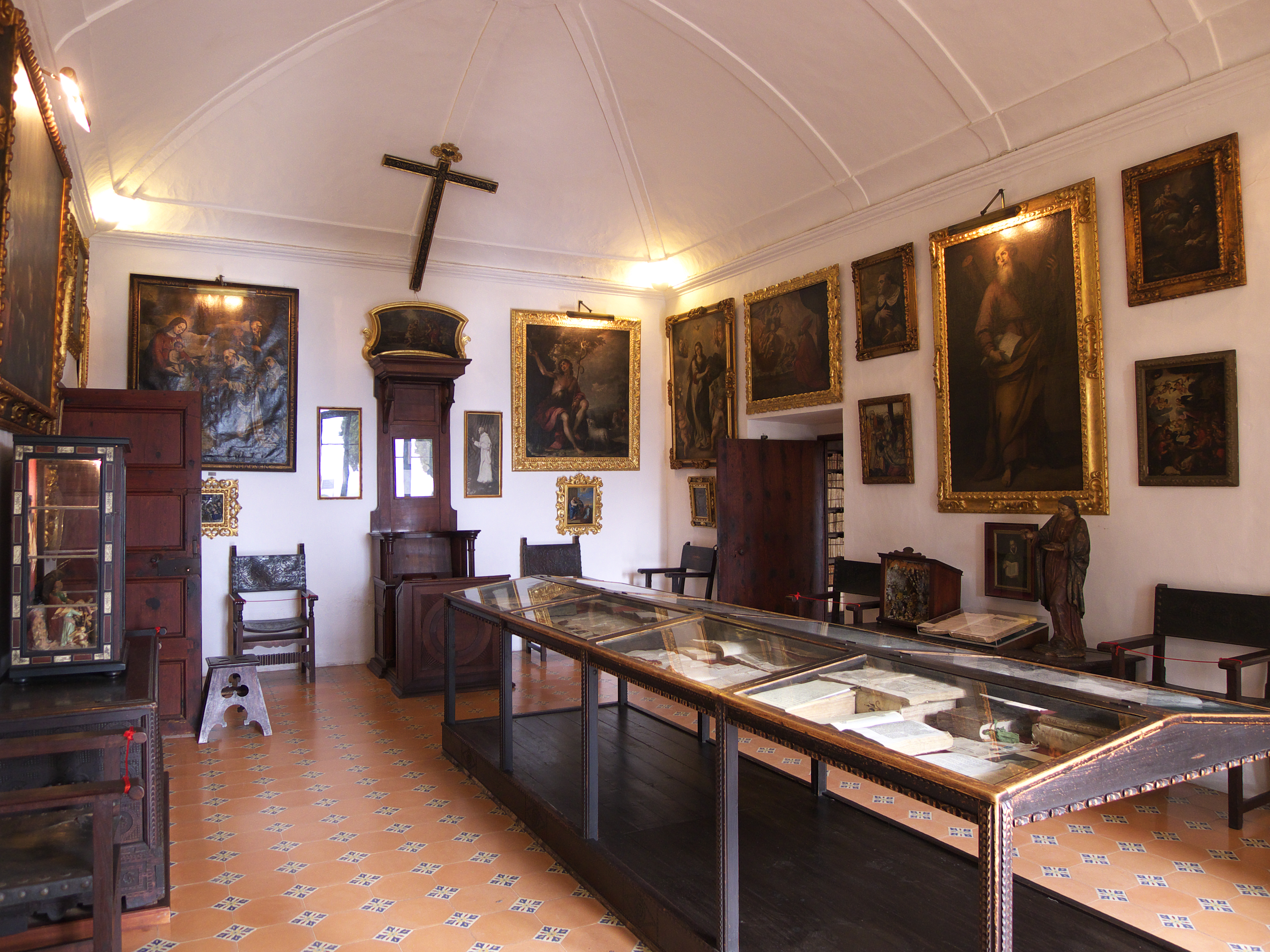
audiëntiekamer
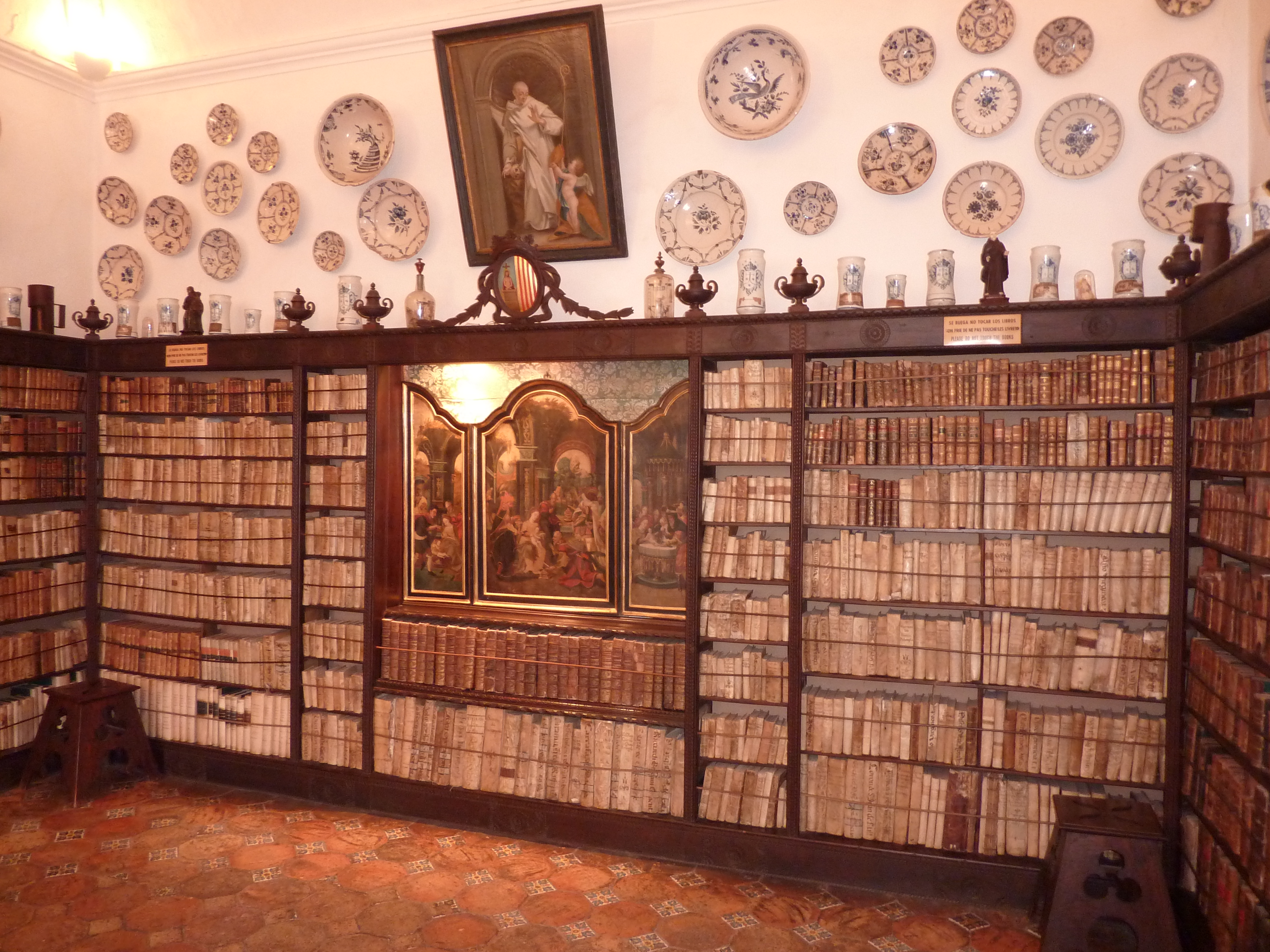
bibliotheek
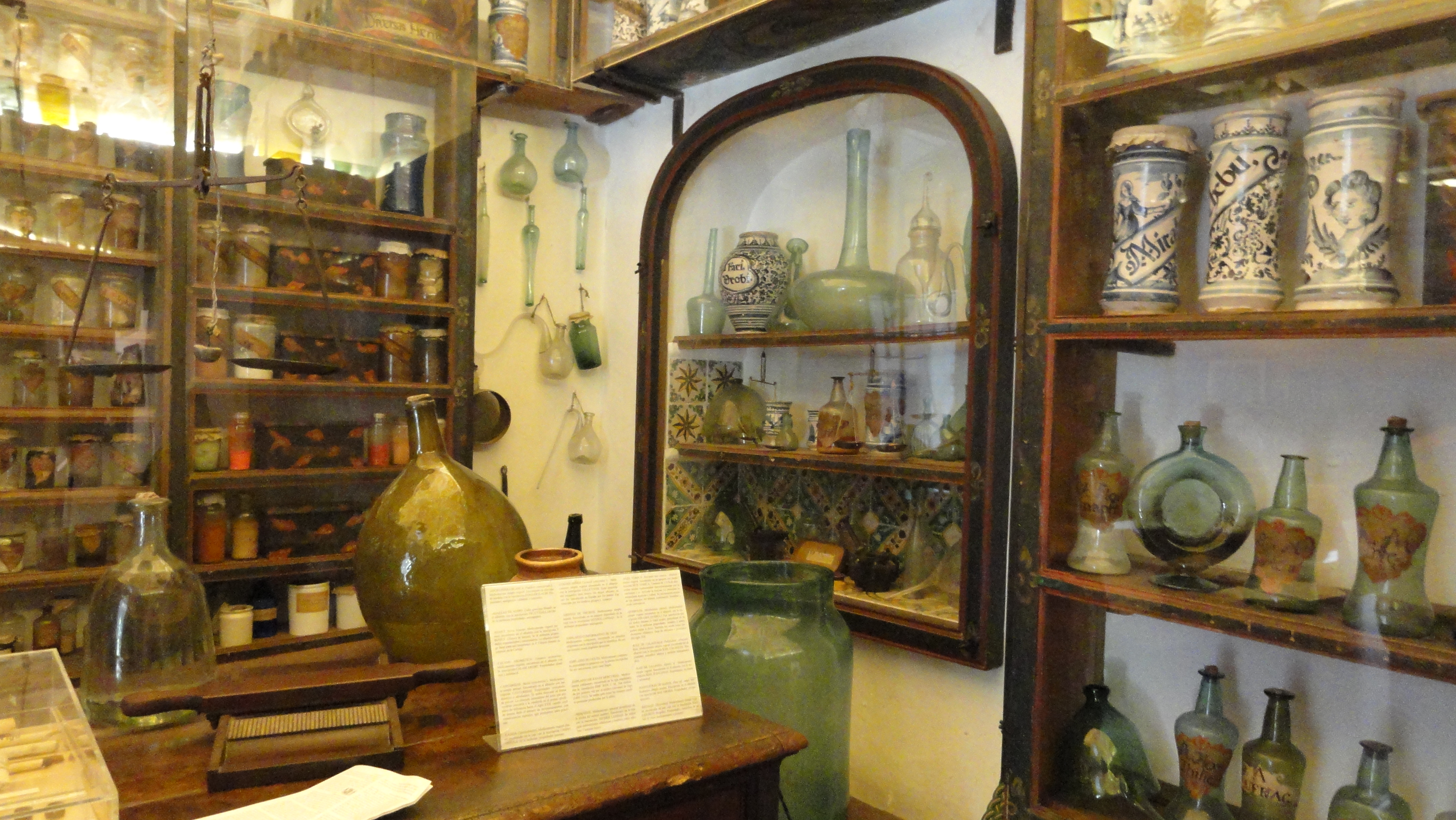
apotheek
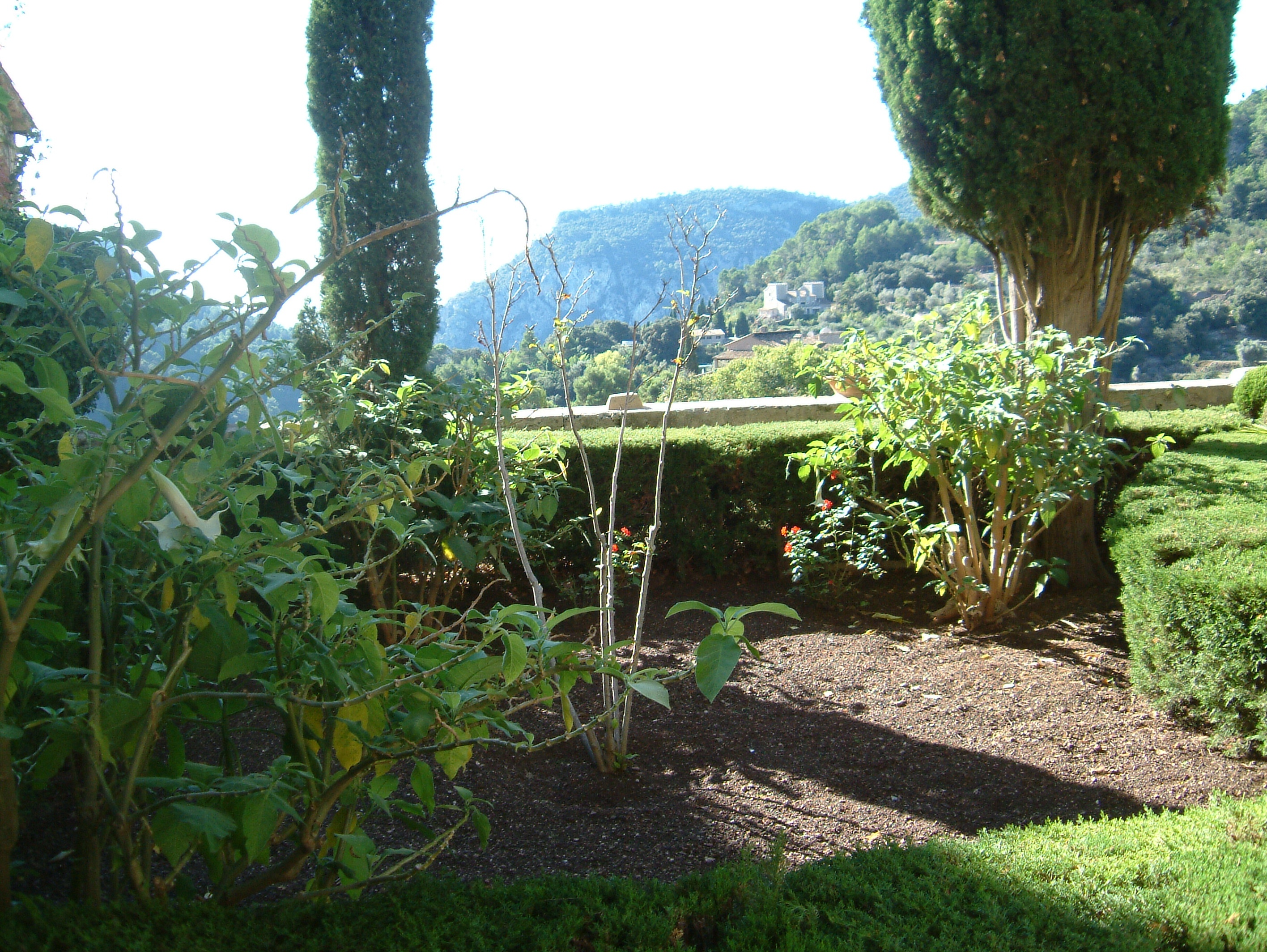
tropische tuin